# Цурлуй, Сергей Григорьевич
Сергей Григорьевич Цурлуй (4 июля 1899, посёлок Адамовский, Кустанайский уезд, Тургайская область, Степное генерал-губернаторство, Российская империя — 7 июня 1980, Москва) — директор совхоза «Степной» Джетыгаринского района Кустанайской области, Казахская ССР. Герой Социалистического Труда (1957).

## Биография
Родился в 1899 году в крестьянской семье в посёлке Адамовский Кустанайского уезда. С 1917 года трудился техником на Адамовском агрономическом участке. В 1919—1923 года проходил службу в Красной Армии. С 1920 года член ВКП(б). В 1932 году окончил Московскую сельскохозяйственную академию, после которой трудился на административных должностях в различных совхозах. В 1941 году проживал в Зарайском района Московский области.
В октябре 1941 года призван в Красную Армию по мобилизации. Участвовал в Великой Отечественной войне. В 1943 году воевал на Калининском фронте командиром батареи 354-го отдельного пулемётно-артиллерийского батальона 155-го укрепрайона 39-й Армии. С 1944 года — инструктор в звании старшего лейтенанта при начальнике штаба дивизиона 1-го артиллерийского полка 1-й Румынской добровольческой пехотной дивизии имени Тудора Владимиреску 2-го Украинского фронта. Демобилизовался в звании капитана.
В 1954 году назначен директором нового совхоза «Степной» Джетыгаринского района. За два года труженики колхоза обработали 16500 гектаров целинной земли. Посевная площадь достигла 22418 гектаров. В 1956 году совхоз собрал в среднем с каждого гектара по 16,3 центнера зерновых с площади 20277 гектаров и сдал государству 1 миллион 619 тысяч 910 пудов зерна, что составило 280 % к плану. Указом Президиума Верховного Совета СССР от 11 января 1957 года удостоен звания Героя Социалистического Труда за «особо выдающиеся успехи, достигнутые в работе по освоению целинных и залежных земель, и получение высокого урожая» с вручением ордена Ленина и золотой медали «Серп и Молот» (№ 6979).
С 1968 года — персональный пенсионер. Будучи пенсионером, руководил совхозом до выхода на заслуженный отдых в 1971 году. Проживал в Москве, где работал экскурсоводом на Всесоюзной выставке ВДНХ. Умер в июне 1980 года. Похоронен на Кунцевском кладбище.
Память
Его именем названа улица в селе Степное Житикаринского района.
Награды
- Герой Социалистического Труда
- Орден Ленина
- Орден Красной Звезды (25.09.1943)
- Орден Отечественной войны 1 степени (13.02.1944)
- Медаль «За трудовое отличие» (22.03.1966)